# Бушланово
Бушланово — деревня в Туринском городском округе Свердловской области России.

## Географическое положение
Бушланово расположено в 24 километрах к западу-северо-западу от города Туринска (по дороге — 29 километров), на правом берегу реки Сусатки — правом притоке реки Туры, возле устья. На северо-восточной стороне деревни расположено озеро-старица.

## Население
| 2002 | 2010 | 2021 |
| ---- | ---- | ---- |
| 137  | ↘110 | ↘81  |